# Acaena dumulosa
Acaena dumulosa é uma espécie de rosácea do gênero Acaena, pertencente à família Rosaceae.